# Kaiser Quartett
 (août 2015).
Si vous disposez d'ouvrages ou d'articles de référence ou si vous connaissez des sites web de qualité traitant du thème abordé ici, merci de compléter l'article en donnant les références utiles à sa vérifiabilité et en les liant à la section « Notes et références ».
Kaiser Quartett est un quatuor à cordes originaire de Hambourg. Ce quatuor est composé des violonistes Adam Zolynski et Jansen Folkers du violiste Ingmar Süberkrüb Viola et du violoncelliste Martin Bentz.
Le quatuor a notamment participé à l'album Chambers de Chilly Gonzales, et collabore aujourd'hui avec ce dernier au sein du groupe Octave Minds.